# Cratere Gilbert (Marte)
Gilbert è un cratere sulla superficie di Marte.
Il cratere è dedicato al geologo statunitense Grove Karl Gilbert.